# Burg Helfenberg (Thurgau)
Die Ruine der mittelalterlichen Burg Helfenberg steht in der Thurgauer Gemeinde Hüttwilen nahe dem Dorf Uerschhausen. Die Burg wird erstmals 1331 in der Chronik von Christian Kuchimeister erwähnt.

## Lage
Die Ruine Helfenberg steht auf 449 m ü. M. auf einer markanten Kuppe, die sich 15 Meter über dem heutigen Seeufer des Hüttwilersees erhebt. Durch die einst sumpfige Umgebung war die Anlage gut zu verteidigen. Der Zugang ins Innere erfolgt heute über eine neu angelegte Treppe an der Südseite.

## Geschichte
Die Erbauer der Anlage Helfenberg sind nicht bekannt. 1980 führte das Amt für Archäologie des Kantons Thurgau eine kleine Grabung in der nordwestlichen Gebäudeecke durch. Unter einer mächtigen Brandschuttschicht fand man ein paar Topfscherben sowie eine ovale Schnalle aus Bronze. Einige dieser Funde stammen aus der Zeit um 1200.
Eine erste einfache Burg bestand wohl aus einem Mauergeviert von 23 × 27 Metern, das später durch eine Mauer zweigeteilt wurde. Die bis zu zwei Meter festen Mauern bestehen aus einem groben Kern und sorgfältig gefügten Mauerschalen. Fenster und Tore waren mit Tuffblöcken eingefasst.
Die Herrschaft Helfenberg, ein Lehen der Fürstabtei St. Gallen, war im Besitz der Ritter von Schwandegg. 1412 kam sie mit weiteren Gütern in Uerschhausen an Hans von Münchwil. Damals ist in den Chroniken nur noch von einem Burgstall die Rede, offenbar war die Burg damals nicht mehr oder nur noch beschränkt bewohnbar.
Um 1500 kam die Anlage in den Besitz derer von Hohenlandenberg., 1622 an die damalige Gemeinde Uerschhausen. Diese behielt es bis ins 19. Jahrhundert, dann verkaufte sie die Ruine an Private. 1978 wurde das Gemäuer von den letzten Besitzern zum symbolischen Preis von einem Franken vom Kanton Thurgau übernommen. 1981/82 und 2010/11 wurde die Ruine gesichert und renoviert.

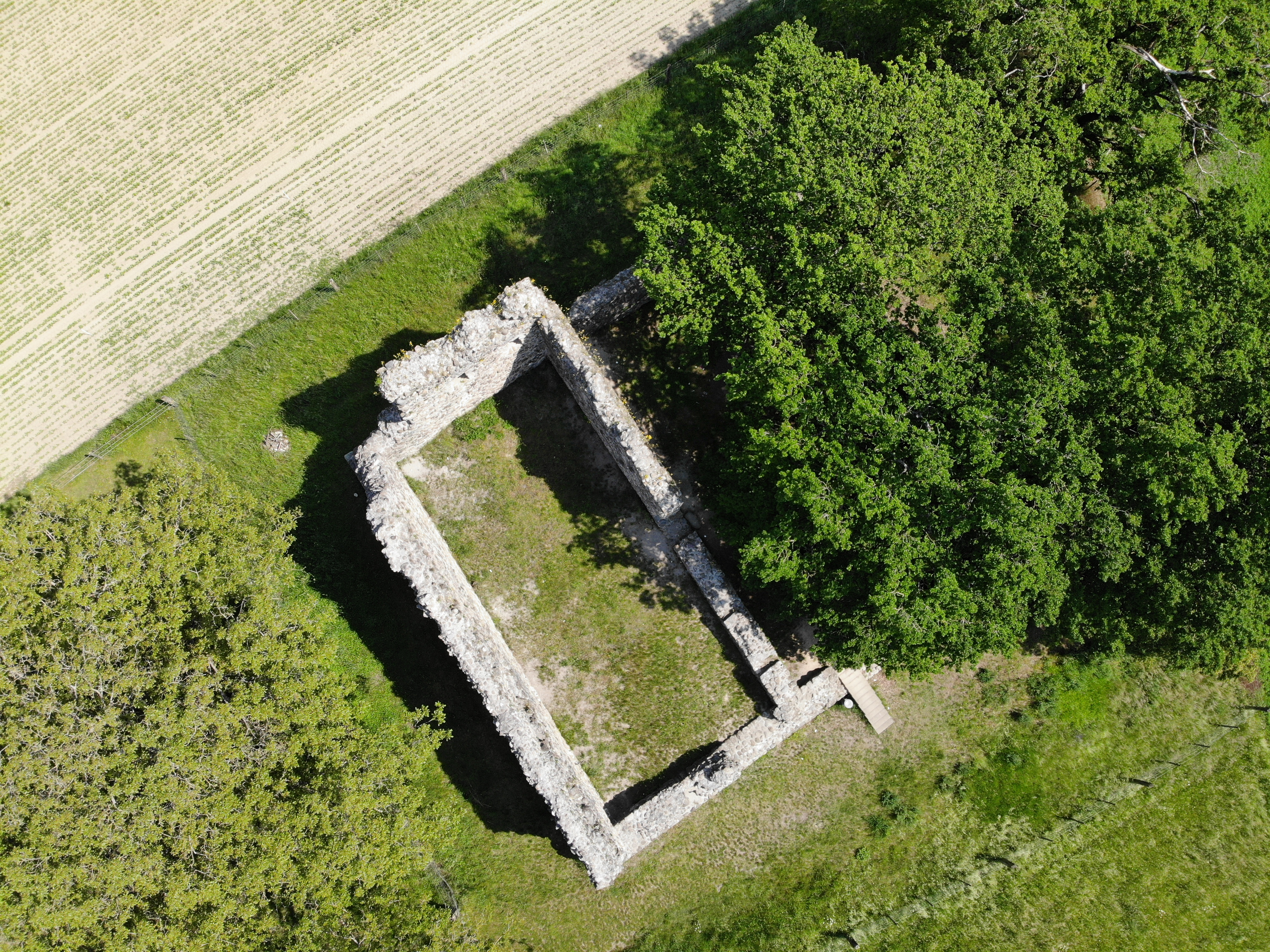
Aufsicht
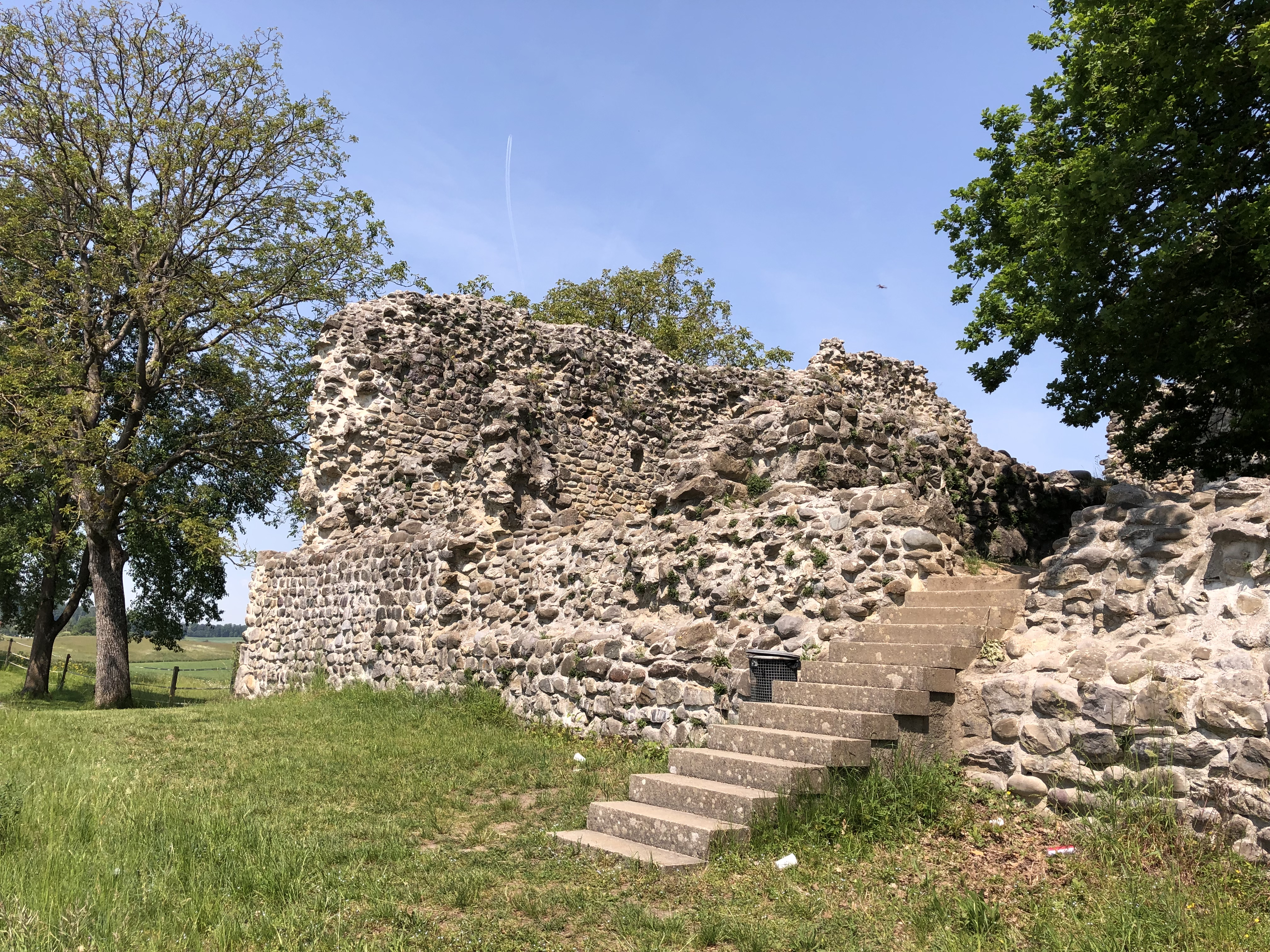
Zugang
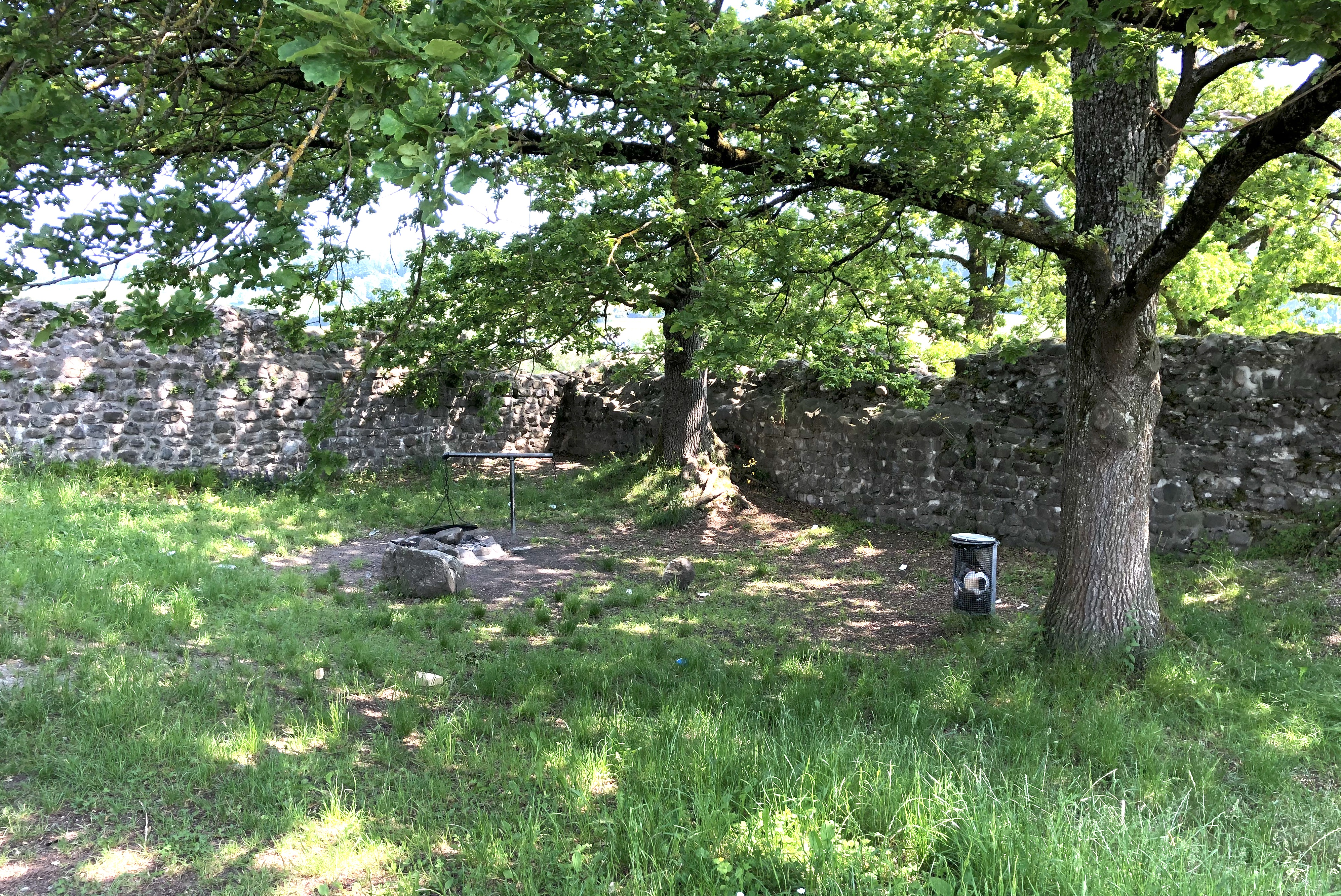
Osttrakt
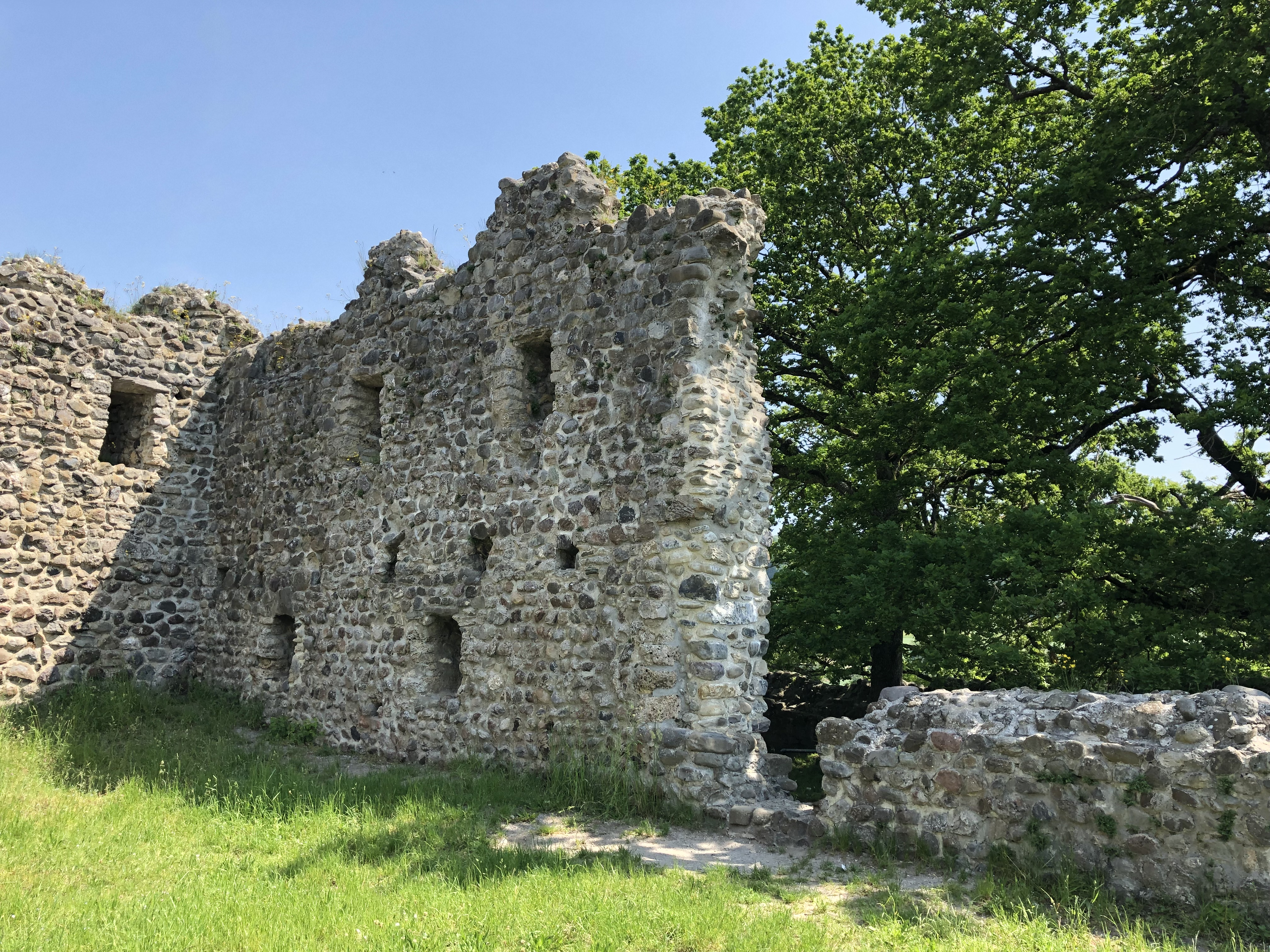
Trennmauer
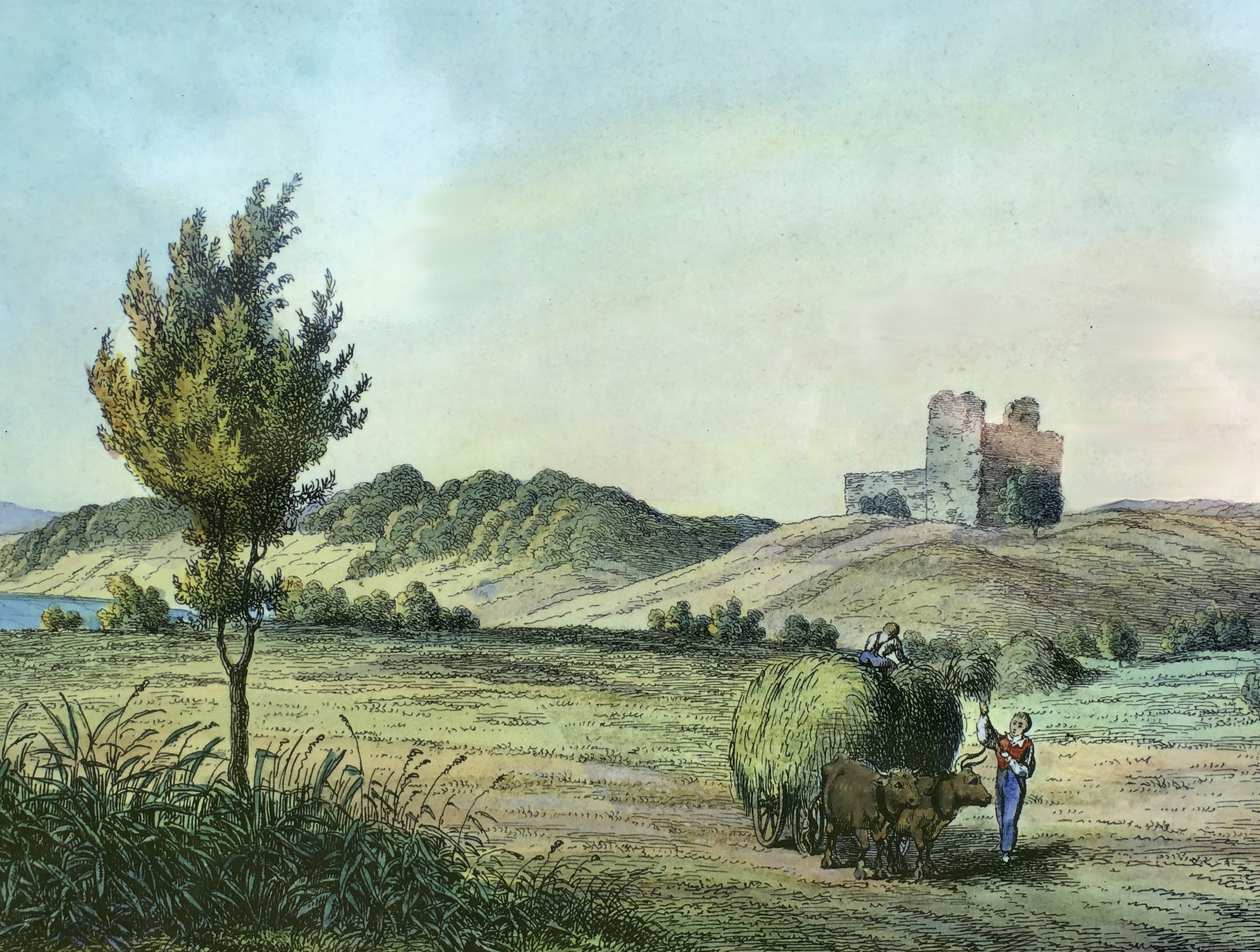
um 1830, nach J. F. Wagner